# Monestir de Mtsvane
El monestir de Mtsvane (en georgià: მწვანე მონასტერი) és el nom més conegut popularment de l'església de Sant Jordi de Chitakhev (ჩითახევის წმინდა გიორგის ეკლესია), és un edifici religiós medieval situat a la vall del centre-sud de Borjomi, a la regió de Samtskhe-Javakheti, a Geòrgia. El conjunt monàstic ha estat abandonat durant més de dos-cents anys; el monestir va ser restaurat per a ús cristià el 2003. És un lloc popular de turisme i peregrinació. L'església monàstica i el campanar estan inscrits en la llista de Monuments Culturals destacats de Geòrgia.

## Història
El monestir està situat al poble de Chitakhevi, a uns 12 km al sud-est de la ciutat de Borjomi, al districte de Borjomi, regió de Samtskhe-Javakheti. Es troba en un estret congost boscós a la secció sud-oest del Parc Nacional Borjomi-Kharagauli. La història del monestir és desconeguda. La creença local de la seva dedicació a sant Jordi va trobar una probable confirmació epigràfica en un fragment d'una antefixa amb el nom de sant Jordi, desenterrada el 2012. Després de la despoblació de la vall de Borjomi com a resultat de la guerra incessant i el bandidatge del segle xviii, el monestir va ser abandonat. Les instal·lacions, cobertes de vegetació salvatge, van ser parcialment recuperades de la natura el 1978, restaurades el 1988 i repoblades per monjos georgians el 2003. Va seguir un augment de la peregrinació, impulsat per la creença que les pedres del torrent proper havien adquirit un to vermellós després d'una massacre de monjos locals pels soldats del xa Tahmasp I a la dècada de 1550.

## Descripció

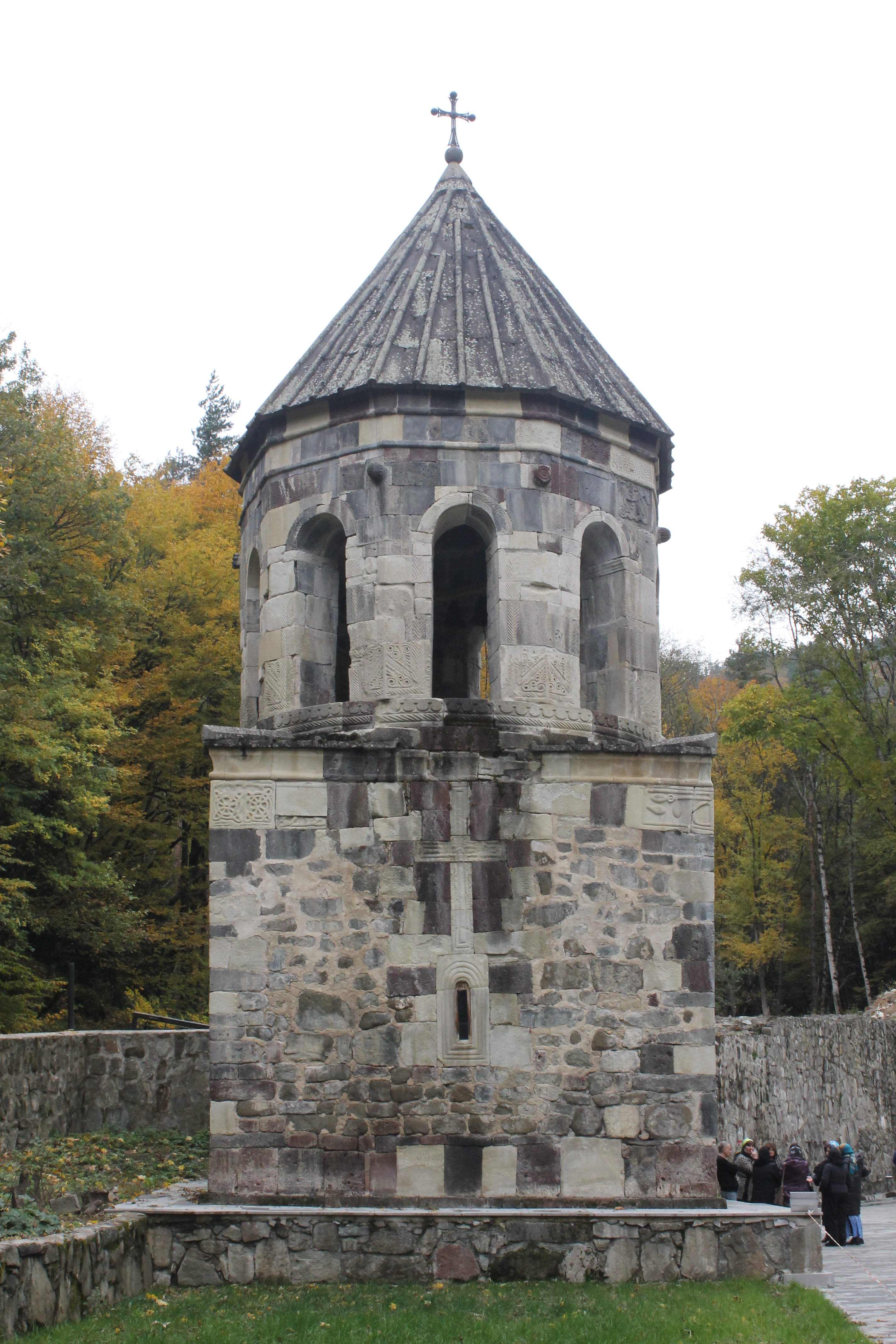
Campanar de pisos datat del o XVI

El monestir de Mtsvane consta d'una planta de basílica de tres naus, datada estilísticament de cap a finals del segle IX o X, i un campanar de dos pisos, que també data del segle xv o XVI. Hi ha restes d'antigues cel·les monàstiques i algunes estructures accessòries properes. L'església està construïda amb carreus i enderrocs toscament tallats; els principals elements constructius, com ara columnes, pilastres i arcs, estan realitzats amb carreus curosament tenyits de verd. L'edifici fa 14,5 m x 19,2 m. Acaba en un absis semicircular al sud i una pastofòria al nord. A la cantonada nord de l'absis hi ha una porta d'arc interna i rematada externament per un arquitrau. L'església està mal il·luminada, principalment per dues finestres obertes a l'absis. Tant les parets internes com les externes són llises, sense decoració significativa; les restes de frescs, probablement realitzats al segle xii o XIII, sobreviuen a l'absis i al mur oest. Un campanar es troba a pocs metres al sud-est de l'església. És una estructura de dos pisos, la planta baixa alberga una petita capella; el pis superior és un campanar amb obertures amb arcades de costats paral·lels recolzades en columnes.